# Василевич, Глафира Макарьевна
Глафира Макарьевна Василе́вич (бел. Глафіра Макараўна Васіле́віч; 16 марта [28 марта] 1895 (указываются также 14 и 15 марта), село Нестеровщина, Тумиловичская волость, Борисовский уезд, Минская губерния, Российская империя (ныне Тумиловичский сельсовет Докшицкого района Витебской области, Беларусь), по другим данным Санкт-Петербург — 22 апреля 1971, Ленинград, СССР) — известный советский лингвист, этнограф-тунгусовед, автор около 200 работ, в том числе 5 словарей и более 50 школьных учебников на эвенкийском языке. Кандидат лингвистических наук (1935) и доктор исторических наук (1969).

## Биография
Вскоре после её рождения семья Г. М. Василевич переехала в Санкт-Петербург. Отец работал на заводе, мать — портнихой-надомницей. Училась в Петровской женской гимназии, с 14 лет давала частные уроки. В 1913—1920 служила в казначействе почтамта в отделе иностранной почты. Затем работала школьным учителем и без отрыва от работы поступила на факультет этнографии Географического института в Петрограде.
После окончания института в 1925 году отправлена Ленинградским отделением Комитета содействия народностям северных окраин (Комитет Севера) при ЦИК СССР в командировку в Иркутскую и Енисейскую губернии для обследования эвенков, сбора этнографических и лингвистических материалов. Эта командировка определила направления всей её дальнейшей научной деятельности. В течение жизни приняла участие в 11 экспедициях, в ходе которых собирала материалы по языку, фольклору, общественному укладу и шаманизму эвенков.
Первый период творчества Г. М. Василевич посвящён в основном лингвистическим исследованиям. Работала ассистентом при кафедре народов Севера Географического факультета ЛГУ, с 1927 года преподавала эвенкийский язык в Ленинградском восточном институте. С 1931 работала доцентом в Педагогическом институте им. А. И. Герцена, где преподавала эвенкийский. Внесла основополагающий вклад в диалектологическое изучение языка эвенков Восточной Сибири и ряда районов Дальнего Востока, опубликовав Эвенкийско-русский диалектологический словарь (Л., 1934), Очерки диалектов эвенкийского языка (Л., 1948). С 1931 по 1951 годы опубликовала 62 учебника для начальной эвенкийской школы на эвенкийском и русском языках, 12 программ и пособий, ряд переводов художественной литературы на эвенкийский. Сама писала на эвенкийском стихи для детей. В 1935 году ей присуждена учёная степень кандидата лингвистических наук без защиты диссертации. Её научные заслуги в области лингвистики получили признание как на Родине, так и за рубежом.
Пережила блокаду Ленинграда. Во время блокады поступила на работу в Институт этнографии Академии наук СССР.
8 апреля 1952 года арестована по обвинению в том, что она:

<…> в период с 1930—1939 гг. и с 1946 по 1951 г. в издаваемой учебной, художественной литературе на эвенкийском языке и научных статьях допускала искажения политического характера, протаскивала реакционные теории о языке, вульгаризировала в грубой натуралистической форме словари <…> В письме к одному из депутатов Верховного Совета РСФСР и в конспекте «Марксизм и национальный вопрос» клеветала на национальную политику КПСС и Советской власти.

9 июня уволена из Института этнографии. 12 июля 1952 г. Судебная коллегия по уголовным делам Ленинградского городского суда признала её виновной по части 1 статьи 58-10 УК РСФСР и приговорила к 10 годам лишения свободы с поражением в правах на 5 лет и лишением медалей «За оборону Ленинграда» и «За доблестный труд в Великой Отечественной войне 1941—1945 гг.». Определением Верховного Суда РСФСР от 19 августа 1952 г. кассационная жалоба Г. М. Василевич оставлена без удовлетворения. Наказание отбывала в Молотовской области. После смерти Сталина постановлением Президиума Верховного Суда РСФСР от 30 июня 1955 г. реабилитирована и 18 июля освобождена.
1 октября 1955 г. восстановлена на старом месте работы в Институте этнографии. Во втором периоде своего творчества Г. М. Василевич занималась преимущественно уже не лингвистическими, а этнографическими исследованиями. Большинство её работ этого периода посвящены фольклору, общественному укладу, этногенезу эвенков, шаманизму. Ученым опубликовано большое количество научных работ. Главным опубликованным этнографическим трудом Глафиры Макарьевны стала монография «Эвенки. Историко-этнографические очерки (XVII — начало XX в.)» (Л., 1969, 304 с.), вызвавшая как положительные, так и критические отзывы. Не опубликован до настоящего времени её капитальный труд «Материалы языка, фольклора и этнографии к проблеме этногенеза тунгусов».
16 мая 1969 г. решением ВАК СССР Г. М. Василевич присуждена учёная степень доктора исторических наук. Вместо диссертации ей было разрешено представить совокупность опубликованных работ.
Умерла 22 апреля 1971 года.

## Основные труды
Книги и брошюры
- Памятка тунгусам-отпускникам. Стеклограф. — Л., 1928. — 30 с.
- Учебник эвенкийского (тунгусского) языка. — М.—Л.: Гос. учеб. педагог. изд-во, 1934. — 160 с.
- Эвенкийско-русский (тунгусско-русский) диалектологический словарь. — М., Л., 1934. — LXXII, 244 с., 1 вкл. л. карт.
- Сборник материалов по эвенкийскому (тунгусскому) фольклору / Под ред. Я. П. Алькора. — Л.: Изд-во Ин-та народов Севера ЦИК СССР, 1936. — 290 с.
- Очерк грамматики эвенкийского (тунгусского) языка. — Л.: Госучпедгиз, 1940. — 196 с.
- Очерки диалектов эвенкийского (тунгусского) языка. — Л.: Ленингр. отд-ие Учпедгиза, 1948. — 352 с. с карт., 1 л. табл.
- Русско-эвенкийский (русско-тунгусский) словарь. — М.: Гос. изд-во иностр. и нац. словарей, 1948. — 332 с. с илл.
- Эвенкийско-русский словарь. Ок. 25 000 слов. — М.: ГИС, 1958. — 802 с., 1 отд. л. карт.
- Исторический фольклор эвенков. Сказания и предания. — М., Л.: Наука, 1966. — 399 с. с нот.; 1 л. карт.
- Эвенки (к проблеме этногенеза тунгусов и этнич. процессов у эвенков). Доклад по опубл. работам, представл. на соискание учен. степени д-ра ист. наук. — Л., 1968. — 67 с.
- Эвенки в советский период (из неопубликованных работ). — СПб.: МАЭ РАН, 2022. — 232 с. — ISBN 978-5-88431-414-6.

Статьи
- На Нижней Тунгуске // Северная Азия. — 1926. — № 5—6. — С. 150—157.
- Древнейшие этнонимы Азии и названия эвенкийских родов // Сов. этнография. — 1946. — № 4. — С. 34—49.
- Древнейшие языковые связи современных народов Азии и Европы // Труды Института этнографии АН СССР. Новая сер. — 1947. — Т. 2. — С. 205—232.
- Материалы языка к проблеме этногенеза тунгусов // Крат. сообщ. Ин-та этнографии. — 1946. — Т. 1. — С. 46—51.
- К вопросу о киданях и тунгусах // Сов. этнография. — 1949. — С. 155—160.
- Енисейско-чирингдинские эвенки // Сб. Музея антропологии и этнографии. — 1951. — Т. 13. — С. 154—186.
- Эвенки // Народы Сибири. — М.: Изд-во Академии наук СССР, 1956. — С. 701—741.
- К проблеме этногенеза тунгусо-маньчжуров // Крат. сообщ. Ин-та этнографии. — 1957. — Т. 28. — С. 57—61.
- Древние охотничьи и оленеводческие обряды эвенков // Сб. Музея антропологии и этнографии. — 1957. — Т. 17. — С. 151—185.
- К вопросу о классификации тунгусо-маньчжурских языков // Вопросы языкознания. — 1960. — № 2. — С. 43—49.
- Тунгусская колыбель. (в связи с проблемой этногенеза тунгусо-маньчжуров) // Сб. Музея антропологии и этнографии. — 1960. — Т. 19. — С. 5—28.
- Эвенки. Историко-этнографические очерки (XVII — начало XX в.). — Л.: Наука, Ленингр. отд-е, 1969. — 304 с. с илл.

Рец.:
- Смоляк А. В., Соколова З. П. [Рецензия] // Сов. этнография. — 1971. — № 1. — С. 163—166.
- Гурвич И. С., Долгих Б. О., Туголуков В. А. [Рецензия] // Там же. — С. 166—168.